# Literatuur in het Bretons
Van de oudste literatuur in het Bretons is niets overgeleverd, maar de prosodie in de Middelbretonse poëzie is zo ingewikkeld, met een systeem van binnen- en eindrijmen zoals we dat ook in de poëzie van Wales terugvinden, dat ze wel uit het Oudbretons moet stammen. Een belangrijk element is de alliteratie, zeer geliefd in Keltische talen.
In het Middelbretons zijn gedichten bekend als Buhez Mab-den (Het leven van de mens) en toneelstukken in verzen als het Mysterie van Sint Barbara of het Grote Mysterie van Jezus. Het Catholicon was een drietalig woordenboek: Bretons, Frans en Latijn.
Er bestond ook een rijke mondelinge overlevering, waarbij liederen en verhalen van generatie naar generatie werden doorgegeven.  Dat geldt ook voor de 17e en 18e eeuw. Tot het eerste kwart van de 19e eeuw schonk niemand daar aandacht aan, maar dat veranderde in 1839, toen Théodore Hersart de la Villemarqué (Kervarker in het Bretons) onder de titel Barzaz Breiz een verzameling volksliederen publiceerde, die hij uit de mond van het volk had opgetekend. Over die verzameling en Kervarkers manier van werken is heel veel te doen geweest. Het is duidelijk dat de man op en top een romanticus was, dat hij niet wetenschappelijk te werk is gegaan, maar ook dat hij een waarachtig dichter was. Tot de dag van vandaag putten Bretonse zangers, met Alan Stivell op kop, met succes uit de Barzaz Breiz. 
In het eerste kwart van de 20e eeuw zijn twee authentieke schrijvers te vermelden: de dichter Yann-Ber Kalloc'h (gesneuveld in de Eerste Wereldoorlog) en de originele toneelauteur Tanguy Malmanche.
Omstreeks 1925 kwam een vernieuwende beweging op gang, goed te vergelijken met wat Willem Kloos en de Beweging van Tachtig in de Nederlandse letteren teweegbrachten. De onbetwiste voorman van de beweging was Roparz Hemon (1900-1978), met zijn tijdschrift Gwalarn (Het Noordwesten), dat hij tot in 1945 bleef leiden. Na de oorlog werd hem culturele collaboratie met de nazi's ten laste gelegd, maar hij werd uiteindelijk vrijgesproken. Roparz Hemon was niet alleen dichter en romancier, maar ook lexicograaf en vertaler. Andere schrijvers in de groep van Gwalarn waren onder meer Abeozen, Youenn Drezen, Jakez Riou en Maodez Glanndour.
Sinds 1945 heeft vooral het tijdschrift Al Liamm van Ronan Huon het werk van Gwalarn voortgezet. Geheel los daarvan staat het werk van Per-Jakez Helias (1914-1995), die echter vooral door zijn publicaties in het Frans bekendheid verwierf.

## Nederlandse vertalingen
Uit het Bretons werd een en ander in het Nederlands vertaald:
E.H. (Lies) du Quesne-van Gogh. Bretonsche Volksliederen, Hollandia-Drukkerij, Baarn, 1906. Zij was een zus van de schilder Vincent van Gogh.
Marie Koenen. Bretonsche Legenden, Van Munster's Uitgeversmij., Amsterdam, 1928.
Jan Deloof. Verhalen van het eind van de wereld, Kruispunt 117, Brugge, sept. 1988.
Jan Deloof. N'em eus lec'h all ebet/Ik heb geen ander land, Kruispunt 174, Brugge, maart 1998. Tweede bijgewerkte en uitgebreide druk in 2017, via Boekscout, Soest, NL.